# Vanessa Pulgarin Monsalve
Vanessa Pulgarin Monsalve (sinh ngày 13 tháng 9 năm 1991 tại Medellín, Antioquia, Colombia) là một người mẫu và nữ hoàng sắc đẹp chuyên nghiệp Colombia. Cô đại diện cho bang Antioquia tại Hoa hậu Colombia 2017 và được trao vương miện Hoa hậu Quốc tế Colombia 2017. Cô đại diện cho Colombia tham gia cuộc thi Hoa hậu Quốc tế 2017 được tổ chức tại Tokyo Dome City Hall ở Tokyo, Nhật Bản vào ngày 14 tháng 11 năm 2017.

## Cuộc sống cá nhân
Vanessa sinh ở Medellín, Antioquia. Cô là sinh viên giao tiếp xã hội tại Universidad Pontificia Bolivariana. Cô cũng là một người mẫu chuyên nghiệp. Vanessa mô tả mình là một người phụ nữ đầy ảo tưởng, có kế hoạch và ước mơ sẽ không chỉ có lợi cho cô mà là toàn bộ môi trường của cô.

## Cuộc thi

### Señorita Antioquia 2016
Vanessa được trao vương miện Señorita Antioquia vào ngày 30 tháng 7 năm 2016 và đại diện cho bang của cô tham gia cuộc thi Hoa hậu Colombia 2017.

### Hoa hậu Colombia 2017
Cô đại diện cho bang Antioquia trong lần tổ chức thứ 82 của cuộc thi Hoa hậu Colombia được tổ chức vào ngày 20 tháng 3 năm 2017, nơi cô thi đấu với 23 ứng cử viên khác đại diện cho các bang khác nhau của Colombia, Bogotá, thủ đô Colombia và Cartagena, thành phố chủ nhà. Trong cuộc thi này, cô được trao vương miện Hoa hậu Colombia Quốc tế và sau đó, đại diện cho đất nước của mình trong cuộc thi Hoa hậu Quốc tế 2017.